# 银耳噪鹛
银耳噪鹛（学名：Trochalopteron melanostigma），是画眉科噪鹛属的一种，分布于缅甸、泰国、老挝、中国大陆和越南。该物种的保护状况被评为无危。
银耳噪鹛的栖息地包括亚热带或热带的高海拔草原、亚热带或热带的高海拔疏灌丛和亚热带或热带的湿润山地林。